# Autoweld Equipamentos Elétricos e Eletrônicos
Autoweld Equipamentos Elétricos e Eletrônicos Ltda. ist ein brasilianischer Hersteller von Automobilen.

## Unternehmensgeschichte
Das Unternehmen wurde 1986 in Santana de Parnaíba gegründet. Zunächst beschäftigte es sich mit Schweißen. 1989 begann die Entwicklung und Herstellung von Rennwagen. 1991 folgten Nachbildungen klassischer Automobile. Der Markenname lautet Cobramotorsport, nach manchen Quellen auch CMS, Cobracar und QSH. Die Fahrzeuge sind auch als Kit Cars erhältlich.

## Fahrzeuge
Im Angebot stehen Nachbauten des AC Cobra. Die Ausführung Mk 2 Inglês ist für den Export bestimmt und originalgetreuer als das andere Modell. Der Glaspac, eine Andeutung an die Indústria de Plástico Reforçado Glaspac, ist einfacher aufgebaut. Er hat einen größeren Radstand, eine größere vordere Spurweite und ist 15 cm länger und 14 cm breiter. Bei beiden Modellen bildet ein Rohrrahmen die Basis. Darauf wird eine offene Karosserie aus Fiberglas montiert. Ein V8-Motor von Ford mit 5000 cm³ Hubraum treibt die Fahrzeuge an. Die Motoren leisten zwischen 220 PS und 481 PS. Motoren mit 7000 cm³ Hubraum sind ebenfalls möglich. Zur Wahl stehen Vier-, Fünf- und Sechsganggetriebe.